# Ouhniv
Ouhniv (en ukrainien : Угнів) ou Ougnev (en russe : Угнев ; en polonais : Uhnów ; en yiddish : הובנוב) est une petite ville de l'oblast de Lviv, en Ukraine. Sa population s'élevait à 939 habitants en 2022.
Depuis juillet 2020, la ville fait partie de la Communauté territoriale de la ville de Belz.

## Géographie
Ouhniv est située à 1 km de la frontière polonaise et à 62 km (86 km par la route) au nord-ouest de Lviv.

## Histoire
La première mention de la ville remonte à 1360 et elle reçoit des privilèges urbains (droit de Magdebourg) en 1462. La ville est quelque temps un foyer d'édition. C'est aussi un centre ancien de l'artisanat de la cordonnerie.
En septembre 1939, la ville est occupée par l'Allemagne nazie. En 1951, conformément au traité soviéto-polonais, Ouhniv et les territoires voisins, où existent de riches gisements de charbon, sont annexés par l'Union soviétique en échange de territoires ukrainiens sur le cours supérieur de la Sian, cédés à la Pologne. La population polonaise quitte ensuite la ville, qui devient ukrainienne.

## Population
Recensements (*) ou estimations de la population :
| 1959* | 1970* | 1979* | 1989* |
| ----- | ----- | ----- | ----- |
| 1 572 | 1 531 | 1 549 | 1 161 |

| 2001* | 2011 | 2012  | 2013  |
| ----- | ---- | ----- | ----- |
| 1 021 | 997  | 1 008 | 1 007 |

## Éléments culturels

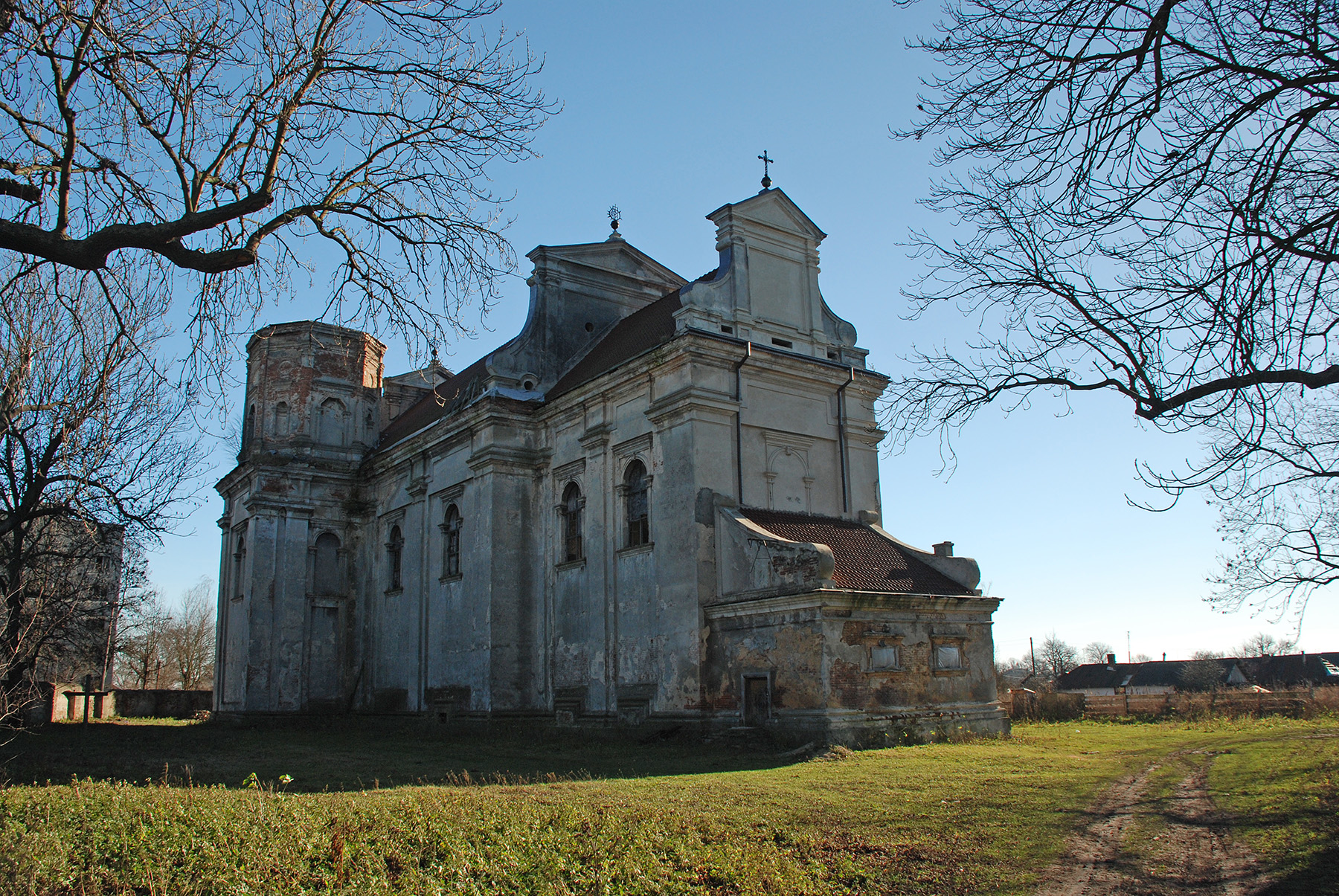
Église de l'Assomption classée[2],
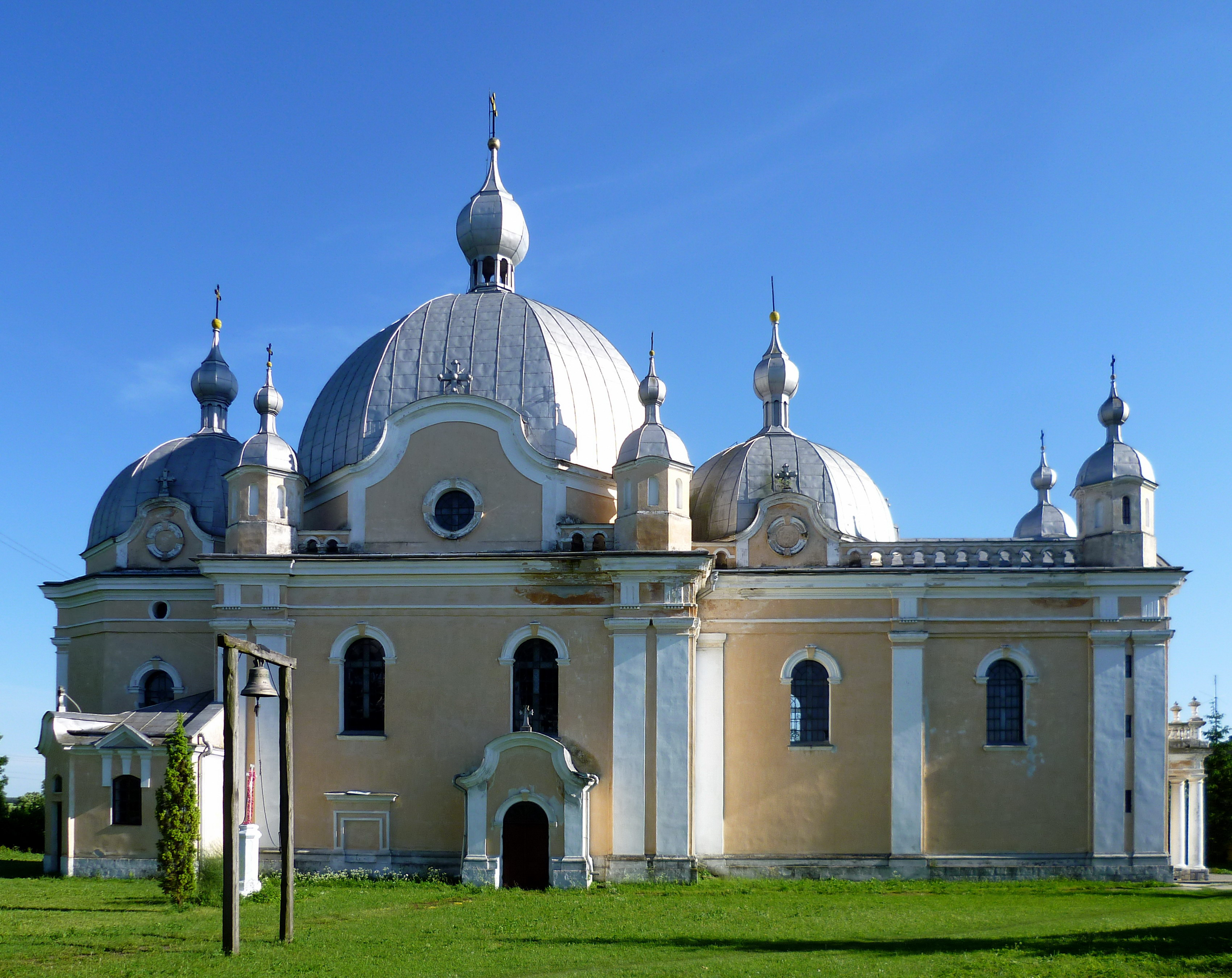
église de la Nativité classée[3],
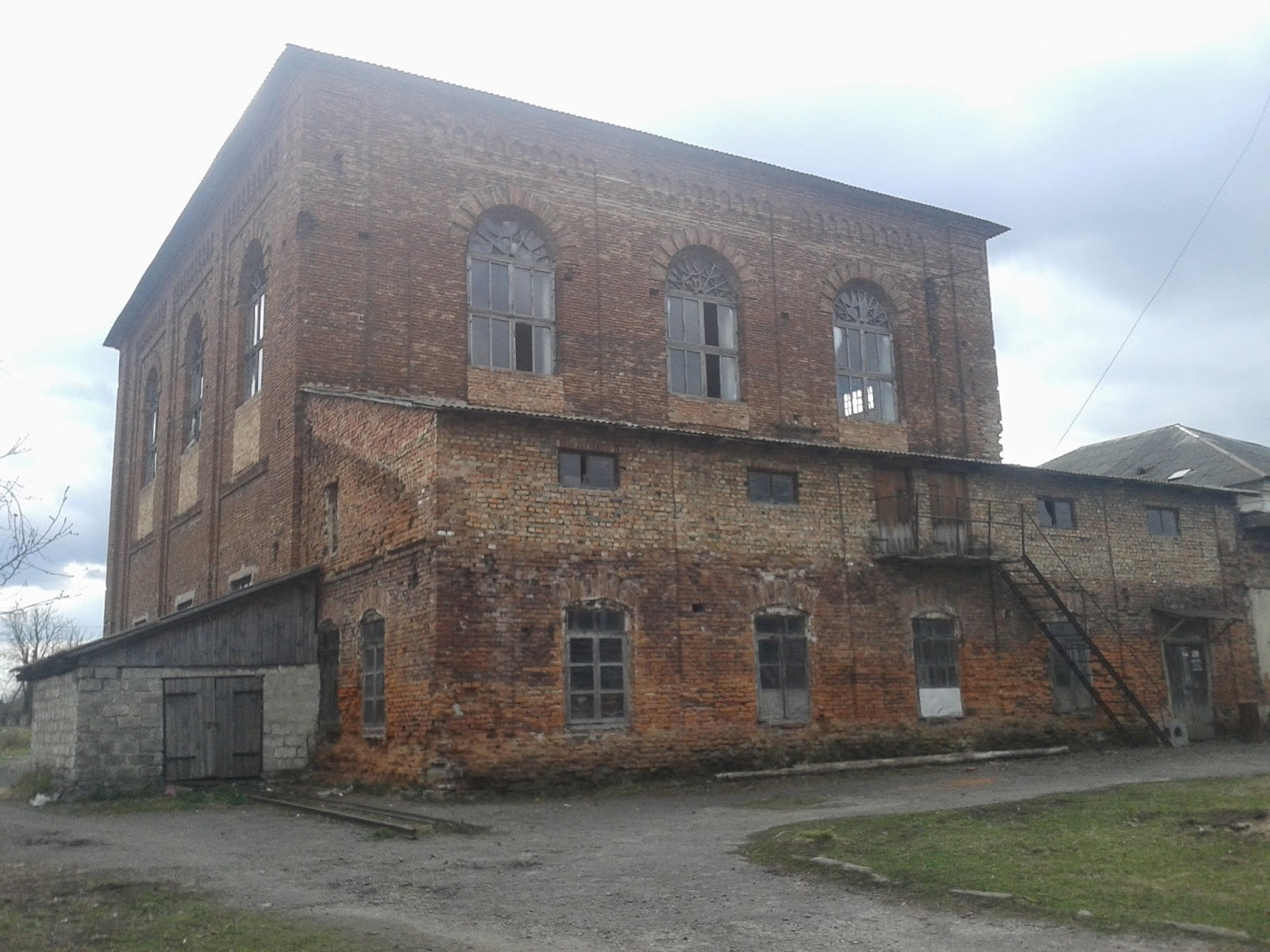
la synagogue classé[4],
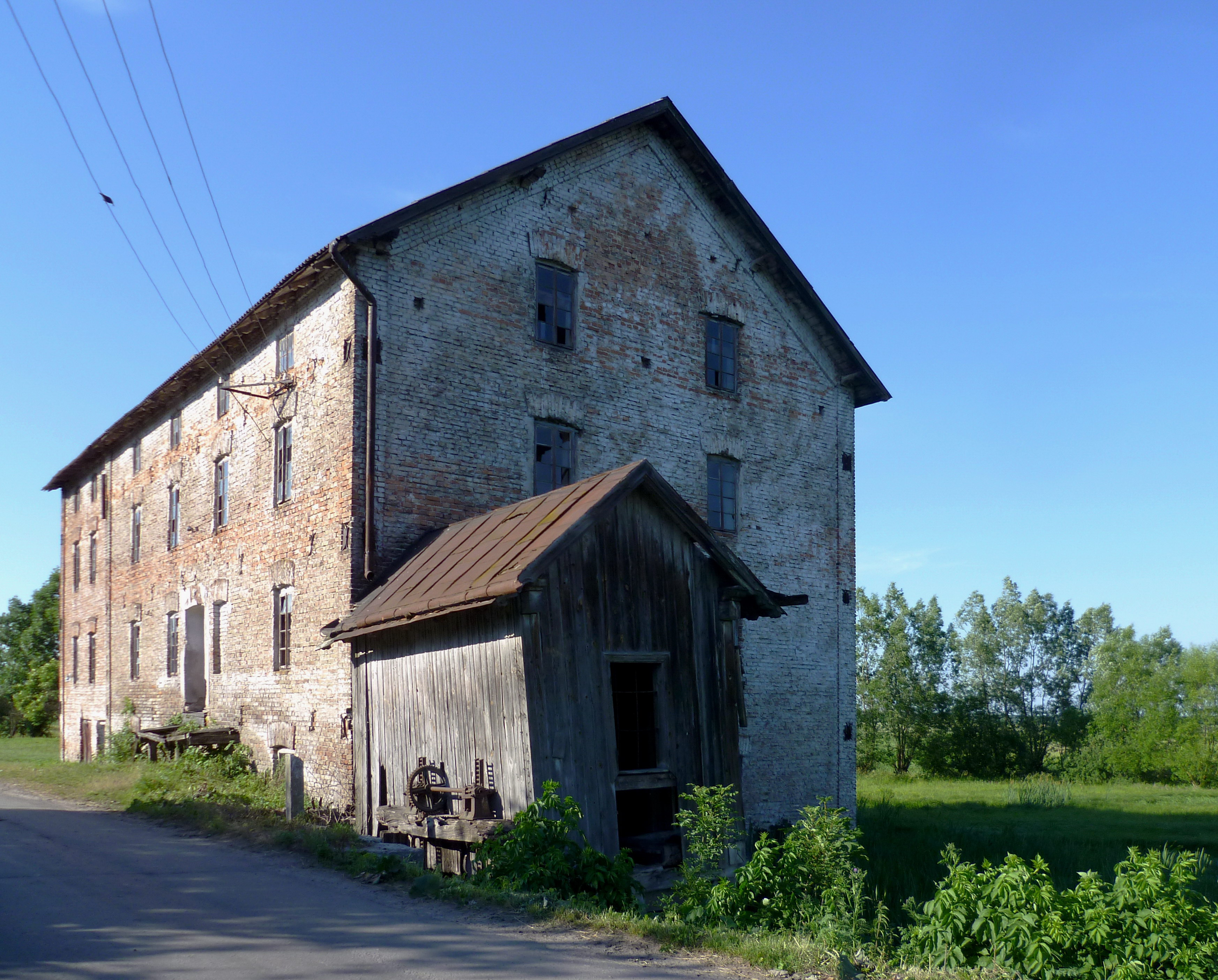
le moulin classé[5].